# Victoria II
Victoria II è un videogioco di strategia sviluppato presso la Paradox Development Studio e pubblicato dalla Paradox Interactive. Rappresenta il secondo capitolo della saga Victoria, iniziata con Victoria: Un impero sotto il sole. Il gioco è stato annunciato ufficialmente il 19 agosto 2009 ed è stato pubblicato il 13 agosto 2010 per sistemi operativi Microsoft Windows, mentre la versione Mac OS X è uscita il 17 settembre dello stesso anno. 
Come il precedente capitolo, Victoria II pone l’accento sulla profondità del sistema economico e politico di un paese, approfondendo meno l’aspetto bellico, con l'idea di creare un sistema il più possibile simile a quello del mondo reale in cui i giocatori possano manovrare ogni aspetto di una nazione in un periodo storico ben definito, senza dover sottostare al peso di un sistema rigido e con eventi già pianificati.

## Interfaccia
Victoria II riprende e migliora numerosi aspetti e funzionalità di Victoria: Un impero sotto il sole, cercando di introdurre nuove interfacce più semplici e accattivanti, più adatte sia a chi si avvicina per la prima volta a titoli di questo genere sia ai più appassionati. L'interfaccia è stata infatti modernizzata e snellita rispetto a quella che lo stesso produttore Johan Andersson ha definito "l’interfaccia dimenticata da Dio" del primo gioco.

## Modalità di gioco
Victoria II è un videogioco strategico di tipo 4X, in cui i giocatori prendono il controllo di una delle più di 200 nazioni presenti sul globo nell'intervallo dal 1835 fino al 1935 e ne determinano le scelte, economiche e politiche.

### Le popolazioni
La base di Victoria II sono le popolazioni, anche dette POPs. Queste ultime rappresentano gruppi di maschi adulti dalla stessa mentalità e classe sociale che si dividono tra di loro per occupazione, religione e cultura. 
Ogni POPs ha delle necessità, dei desideri e delle attitudini che andranno rispettate per evitare l’infelicità della popolazione e il suo declino (per migrazione o rivolta).
Le POPs hanno infine un livello di cultura e un grado di ricchezza che permetterà loro di cercare opportunità lavorative migliori e di comprare più beni desiderati. Le POPs sono le principali unità produttrici di Victoria II e ogni POPs può essere manualmente o automaticamente promossa o declassata per adempiere a nuovi compiti.

### Il budget
Per guadagnare soldi da spendere e reinvestire nella produzione e nell'acquisto di materie prime e secondarie, in Victoria II si usa il sistema di tassazione delle POPs. 
È inoltre possibile richiedere prestiti alle altre nazioni, che dovranno però essere ripagati negli anni successivi. In caso sia impossibile pagare un debito, si può dichiarare lo stato di bancarotta con tremende conseguenze sul piano diplomatico.

### La produzione
La produzione di beni (Goods) viene influenzata dai POPs artigiani e dal numero di operazioni di raccolta di risorse (o RGP, Resource Gathering Operation) come fattorie e fabbriche. I beni possono poi essere sfruttati come materie prime per la creazione di beni più avanzati, impiegati come “carburante” per alimentare altri beni, utilizzati per soddisfare i bisogni della popolazione o venduti attraverso l’interfaccia di scambio con gli altri paesi. 
È possibile inoltre acquistare beni attraverso la stessa interfaccia, automatizzabile per semplificare le azioni di vendita e di acquisto su larga scala.
I prezzi di vendita e di acquisto non sono decisi interamente dai paesi, ma piuttosto dalla quantità di domanda e di offerta di ogni singolo bene: più è difficile trovarlo, più il suo costo sarà alto. 
Inoltre, anche le tariffe per l’importazione e l’esportazione di un paese concorrono a far crescere o abbassare il prezzo di un determinato bene. In caso di guerra, le rotte commerciali possono essere bloccate dal nemico, rendendo ancora più caro il prezzo dei prodotti in questione.

### Le tecnologie
Lo sviluppo di nuove tecnologie avviene tramite l’avanzamento di cinque macrocategorie, ognuna con cinque sottocategorie. 
L’avanzamento della ricerca tecnologica di un paese permette la scoperta e la creazione di nuove invenzioni, capaci di dare numerosi vantaggi dal punto di vista militare, economico, politico e sociale. Queste invenzioni non vengono scelte dal giocatore ma sbloccate casualmente ogni mese di gioco in base alle scelte della nazione e alle sue conseguenze.

### Le politiche
La politica di un paese influenza radicalmente le possibilità del giocatore, fornendo bonus e malus ai vari tentativi di modificare il paese attraverso riforme sociali e politiche, oltre che dettare le varie politiche economiche, religiose, militari, civili e commerciali.
Le politiche forniscono bonus, malus e limitazioni in base al tipo adottato. Una politica militare pacifista, ad esempio, impedirà al giocatore l’utilizzo di buona parte del budget per le spese militari e aumenterà la fatica della guerra sulle sue truppe. Una politica militare più aggressiva permette l'uso di più risorse per questo fine e rende le truppe più inclini a combattere. 
Le ideologie di una popolazione non sono predeterminate e possono essere cambiate con l’operato attivo del giocatore.

### Il lato militare
Il lato militare di Victoria II, come quello del precedente capitolo e diversamente da altri videogiochi dello stesso stampo della stessa casa produttrice, offre una profondità ridotta in favore della complessità interna di politiche. I combattimenti vengono effettuati dalle unità di terra e dalle unità di mare. 
Ogni unità possiede:
- un livello di organizzazione, che rappresenta quanto è ordinata una determinata formazione e quanti danni può subire senza scomporre i propri ranghi
- un livello di morale, che rappresenta quanto velocemente un’unità è in grado di riorganizzarsi e rientrare nei ranghi
- un livello di forza, che rappresenta quanti soldati rimangono ancora nell'unità e sono in grado di combattere

Il combattimento viene effettuato a turni, ognuno della durata di cinque giorni di gioco, in cui l’unità attaccante ingaggia l’unità di fronte a sé o quella in diagonale in caso non ci siano truppe disponibili. 
Il danno viene calcolato grazie al tiro di un dado a dieci facce (0-9) per l’attaccante e per il difensore. La differenza tra i valori in seguito a tutti i possibili bonus e malus è il danno che verrà calcolato e sottratto all’organizzazione e alla forza della truppa, oltre che alla POPs militare del paese.
Se un'unità viene lasciata completamente disorganizzata non potrà combattere e si ritirerà. Ove questo non sia possibile, semplicemente si arrenderà al nemico e verrà persa. 
Per andare in guerra inoltre sarà necessario un casus belli che giustifichi l’entrata in guerra, altrimenti si perderà reputazione agli occhi stati (oltre ad una certa soglia causando guerra certa) e tra la propria popolazione si verificherà del malcontento.

## Espansioni

### Victoria II: A House Divided
A House Divided è un'espansione per Victoria II annunciata durante l'Electronic Entertainment Expo 2011 e pubblicata il 2 febbraio 2012 per Windows. L'espansione ha ricevuto recensioni favorevoli dalla critica specializzata, ottenendo un punteggio medio di 76 sul metascore di metacritic.
L'espansione include: 
- Creazione di un nuovo punto di partenza il 1º luglio 1861, proprio nel mezzo della guerra di secessione americana[16]
- Aggiunta di una nuova schermata con informazioni più dettagliate sui beni e sui profitti degli stessi[17].
- Modifica delle condizioni di costruzione delle ferrovie in base al territorio e alle tecnologie sbloccate, oltre che di imposizione di nuove penalità per le rotaie piazzate[17].
- Aggiunta della possibilità di fabbricarsi un casus belli per attaccare i paesi anziché attendere di averne uno, con la possibilità in base alle proprie politiche interne e tecnologie sbloccate di venir "scoperti" e permettere a tutti gli altri stati di poter prendere precauzioni per il proprio comportamento[18].
- Aggiunta della meccanica della "Lealtà di partito", in cui il partito vincitore delle elezioni creerà delle lealtà all'interno della provincia in cui ha vinto, rendendo più probabile una sua re-elezione nelle campagne successive.[19]
- Aggiunta la possibilità di marcare determinati paesi come "Interessanti" per permettere un migliore filtraggio delle notifiche[20].
- Separazione dello stato della Cina in diversi "Sottostati" per impedire ai giocatori di portare subito tutta la Cina sotto la propria sfera di influenza e guadagnare un grosso vantaggio dalla maggiore popolazione[21].
- Creazione di punti di raduno delle truppe per permettere ai nuovi battaglioni di muoversi verso province selezionate automaticamente e unirsi all'esercito presente[22].
- Aggiunta la possibilità di accumulo del prestigio militare per i leader delle truppe. Un leader prestigioso darà un bonus morale e organizzativo al suo battaglione[22].
- Aggiunta la possibilità di investire parte del proprio budget nella creazione di fattorie e industrie negli altri paesi per poter controllare meglio la propria sfera di influenza e i guadagni derivanti da quest'ultima[23].
- Modifica e riduzione dei guadagni dagli stati paesi sotto la propria sfera di influenza[23].
- Aggiunta la possibilità di espellere un paese dalla propria sfera di influenza, oltre che di "Nazionalizzare" le proprie industrie per impedire agli altri paesi di sfruttarle[23].
- Creazione di movimenti popolari e movimenti ribelli a cui la popolazione potrà aggregarsi. Modificata la possibilità per la popolazione scontenta di unirsi a un movimento di riforma[24].
- Creazione di numerose nuove vie di riforma per le popolazioni non civilizzate per permettere loro di raggiungere il livello delle popolazioni più civili[25].

### Victoria II: Heart of Darkness
Heart of Darkness è la seconda espansione per Victoria II, annunciata 31 gennaio 2013 ed uscita il 16 aprile 2013. Tra i vari miglioramenti, i più importanti sono:
- Aggiunta di un limite alla colonizzazione, aumentabile attraverso scelte politiche e militari
- Modifica quasi totale del sistema di combattimento nautico
- Introduzione del concetto di “crisi internazionale”, dove le varie superpotenze prendono posizioni ben definite durante gli eventi più importanti del gioco e agiscono di conseguenza
- Aggiunta dei quotidiani che tengono informato il giocatore degli accadimenti del gioco
- Ribilanciamento delle unità di terra e di mare

### DLC grafici o di contorno
Nel tempo sono usciti diversi DLC grafici minori il cui solo scopo era quello di migliorare la veste grafica di alcune unità o fornire musiche aggiuntive senza cambiare in alcun modo le meccaniche. 

#### DLC musicali
- Victoria II: Songs of the Civil War

#### DLC grafici
- Victoria II: Interwar Sprite Pack
- Victoria II: Interwar Planes Sprite Pack
- Victoria II: Interwar Artillery Sprite Pack
- Victoria II: A House Divided - American Civil War Sprite Pack
- Victoria II: Interwar Engineer Unit
- Victoria II: German Unit Pack
- Victoria II: Interwar Cavalry Unit Pack

## Accoglienza
A livello di critica, Victoria II è stato accolto in modo generalmente positivo. Particolarmente apprezzato il livello di complessità delle meccaniche e della profondità di gioco, oltre che lo stile Art déco della mappa di gioco. 
Il personale di Metacritic gli ha assegnato un voto di 75 su 100, mentre lo staff di Multiplayer gli ha dato un 9 su 10. I critici di PCGamer hanno confermato un 76 su 100, andando a confermare il voto di Metacritic con un 76 su 100. 

Generalmente apprezzati anche Victoria II - A House Divided con un 81 su 100, di cui sono stati apprezzati i vari cambiamenti e la possibilità di seguire le vicende della secessione americana sin da subito, e Victoria II - A Heart of Darkness.